# Anette Trettebergstuen
Anette Trettebergstuen (Hamar, 25 de maig de 1981) és un política noruega del Partit Laborista. Va ser elegida diputada al Storting per Hedmark el 2005. A nivell local, va ser regidora de l'Ajuntament de Hamar entre 1999 i 2005. Va ser la vicepresidenta d'Europeisk Ungdom, les joventuts noruegues del Moviment Europeu, de 2001 a 2002. És l'única política obertament lesbiana del Parlament. El gener de 2008 el lloc web noruec Gaysir va nomenar-la com la segona lesbiana noruega més poderosa.